# Битва при Фонтенуа (1745)
Битва при Фонтенуа (фр. Bataille de Fontenoy) — сражение во время войны за австрийское наследство между французскими войсками и союзной армией британцев, голландцев и ганноверцев, произошедшее 11 мая 1745 года в Австрийских Нидерландах у деревни Фонтенуа.

## Военно-стратегическая ситуация
В 1744 году Франция вела наступление в Нидерландах. Был захвачен ряд пограничных крепостей Западной Фландрии: в июне — Менен, Ипр и Кнокке, в июле пал Вёрне. Таким образом контроль над южной частью приморской Фландрии оказался в руках у французов, однако приход Карла Лотарингского с армией в 70 000 имперских солдат в Эльзас изменил ситуацию. Из-за этого король Людовик XV и Луи де Ноай герцог де Ноай перебросили часть сил на юг, доверив сократившуюся до 50 000 — 60 000 солдат фландрскую армию Морицу Саксонскому, получившему в марте титул маршала.
Противостоявшая ему армия союзников в основном состояла из британских и ганноверских контингентов генерала Джорджа Уэйда и голландских войск принца Морица Нассау общей численностью в 96 000 человек. Несмотря на возлагавшиеся надежды, эти полководцы немногого достигли в 1744 году против уступавшего в численности врага. Так Уэйд выдвинулся к Лиллю, но позже вступил в конфликт с австрийцами по поводу стоимости перевоза его артиллерии из Антверпена.
Морицу Саксонскому удалось сохранить свои позиции в Куртре и по течению реки Лис. Эти события стали причиной падения британского правительства Джона Картерета и формированию новой администрации братьев Генри и Томаса Пелэмов.
На других театрах военных действий обстановка к концу 1744 года была иной. Австро-саксонские войска под командованием Карла Лотарингского и графа Трауна выбили прусского короля Фридриха II из Богемии. Королевство Сардинии очистило север Италии от французских сил. Со смертью в январе 1745 года французского ставленника на титул императора Карла VII его преемник Максимилиан III всерьёз подумывал о мирном договоре. Организованная австрийцами кампания завершилась в апреле разгромом франко-баварских войск при Пфаффенхофене и поддержке Максимилианом кандидатуры мужа Марии Терезии на грядущих выборах императора Священной римской империи. С выходом Баварии из войны австрийцы могли попытаться освободить Силезию от пруссаков, а Франция — сконцентрироваться на боевых действиях в Италии и Нидерландах.
В начале декабря 1744 года Мориц Саксонский подготовил план весеннего наступления в Нидерландах. Французский маршал убедил Людовика XV, что они являются лучшим местом для нанесения решающего поражения Британии, чьи финансовые ресурсы играли центральную роль в военных усилиях союзников. Его план состоял в том, чтобы вызвать союзников в сражение на выбранной им территории до того, как британская финансовая мощь сможет быть использована для оплаты дополнительных войск и свести на нет нынешнее количественное превосходство Франции. Мориц Саксонский также надеялся извлечь выгоду из единого командования и стратегического плана, в отличие от союзников, интересы и планы которых часто различались.
В январе 1745 года союзники, выступившие в защиту Прагматической санкции и прав Габсбургов на императорскую корону, подписали дополнительный оборонительный Варшавский договор. В кампанию 1745 года они рассчитывали перехватить инициативу и первыми начать военные действия. Союзники также стали создавать передовые склады снабжения: британские, выбранные генералом Лигоньером, находились в Генте, Ауденарде и Турне; голландские, выбранные Вандером, были в Монсе, Шарлеруа и Турне.
В марте 1745 года Джорджа Уэйда на посту командующего союзниками во Фландрии сменил 24-летний Уильям Август, герцог Камберлендский, которого консультировал опытный граф Джон Лигонье. Помимо британских и ганноверских войск, Прагматическая армия включала в себя крупный голландский контингент под командованием принца Вальдека и небольшое количество австрийцев во главе с графом Кёнигсегг-Ротенфельсом. Однако последовательная стратегия союзников была подорвана внутренними спорами и различными целями; британцы и ганноверцы возмущались и не доверяли друг другу, Австрия не считала Фландрию военным приоритетом, а Вальдек был непопулярен среди своих подчиненных, которые часто оспаривали его приказы. Эти разногласия усугублялись неопытностью Камберленда, отсутствием дипломатических навыков и склонностью игнорировать советы.

## Начало кампании
18 апреля 1745 года в Гаагу прибыл номинальный командующий силами союзников герцог Камберленд; через два дня он прибыл в Брюссель, где находилась сама армия. Здесь он встретился с Кённигсеггом, Вальдеком и командовавшим ганноверским контингентом генералом де Вендтом, имевшим приказ строго координировать свои действия с британцами. Согласно отправленному Камберлендом на родину «Состоянию союзных войск», на тот момент было 30 550 пехоты и 12 000 кавалерии, позже эта армия достигла величины в 53 000. Молодой Камберленд, находившийся под влиянием общего оптимизма о планах грядущей кампании, завершал её в Париже, однако его наставник Джон Лигонье выступил за осторожность из-за численного преимущества противника. Таким образом, с самого начала кампании войска союзников изменили план и перешли к оборонительной стратегии, ожидая действий французов.
Болевший водянкой (в XVIII веке считалась смертельным заболеванием) Мориц Саксонский отправился из Парижа на фронт 31 марта. 20 апреля он прибыл в Мобёж, имея под своим командованием войска в 95 000 человек: 69 000 пехоты и 25 600 кавалерии, или 100 батальонов и 160 эскадронов. Главной целью полководца в этой кампании было установление контроля в верхнем бассейне Шельды, являвшимся сердцем австрийских Нидерландов. Мориц Саксонский планировал атаковать Турне, город недалеко от французской границы, который контролировал доступ к бассейну верхней Шельды, что сделало его жизненно важным звеном в торговой сети Северной Европы. С гарнизоном численностью более 8000 человек Турне также был самым сильным из голландских барьерных фортов в Австрийских Нидерландах, и, как надеялся французский полководец, факторы заставят союзников сражаться за него. Захват Турне позволял французам выдвигаться на Гент и Ауденаарде, угрожая британским коммуникациям с Остенде и морем. Монс и Шарлеруа также являлись возможными целями Морица Саксонского — как внешние бастионы столицы Австрийских Нидерландов Брюсселя. Сама осада являлась приманкой для более оригинального манёвра — вовлечения в бой не успевшего набрать полную силу противника на выгодной французам территории. Маршал понимал, что начало осады одной из крупнейших крепостей противника в регионе создаёт угрозу, которую союзное командование не сможет проигнорировать. Для этого он обратился к услугам герцога де Ноай и участника Северной войны графа Ульриха фон Левендаля.
21 апреля отряд французской кавалерии под командованием графа д’Эстре сделал ложный маневр в сторону Монса, в то время как дю Шайла другим путём направился для объединения с ним около города. Вся эта операция была организована французским маршалом с целью отвода глаз от намерения осадить Турне. В план осады Монса поверил сам герцог Камберленд, ожидавший скорой кончины Морица Саксонского.
Затем Мориц Саксонский направился вниз по Шельде с основной частью своих сил; треть войска шла по левому берегу, две оставшиеся шли по правому для прикрытия и вовлечения противника в сражение. Рытьё окопов у Турне началось 30 апреля, в полном соответствии с отправленным Версальский дворец в декабре 1744 года планом французского полководцем. Следить за осадой Мориц Саксонский поручил Левендалю, сконцентрировавшись на союзнических армиях.
Об истинных планах французов их противник не знал вплоть до 28 апреля. Нерешительность отсрочила начало действий Прагматической армии, прибывшей 2 мая в Суаньи и задержанной там непогодой. 5 мая войска союзников достигли Камброна, где был сформирован резерв из ганноверцев под командованием генерала Мольтке. После этого они направились к Лёз-ан-Эно, где 50 эскадронов дю Шайла находились в качестве корпуса наблюдения. После приближения союзников французский полководец отступил к Турне, заставив противника двигаться по запланированному французами маршруту.

## Первые стычки
Из Камброна войска двинулись к Мольбе, попав в зону досягаемости осадных орудий в Турне. Камберленд на тот момент оценивал максимальные силы противника в «31 батальон и 32 эскадрона». Вечером 9 мая союзные войска на завершающем этапе утомительного марша разметили на расстоянии мушкетного выстрела с французских аванпостов левый фланг у Maubray, правый — у Baugnies. Турне находился в шести милях (~10 км) к северо-западу.
С новыми данными Мориц Саксонский только убедился в намерении союзников снять осаду Турне с помощью марша со стороны юго-востока через деревню Фонтенуа и городок Антуэн на Шельде. Маршал начал поиск подходящей позиции, остановив свой выбор на месте у восточной стороны Шельды в 5 милях (9 км) к юго-востоку от крепости. Для защиты от возможной вылазки 8 000 гарнизона маркизу де Дрё-Брезе было оставлено 21 550 солдат в траншеях. Находившийся при армии Людовик XV вместе со своим сыном Луи осмотрел поле; ознакомившись с осадой Турне, он отправился в Шато де Калонне, между Турне и Антуэном. В тот же день, 8 мая, Мориц Саксонский начал выводить свои основные силы для участия в сражении.
Во время рекогносцировки 9 мая Камберленд, Кёнигсегг и Вальдек нашли укреплявших свои позиции у Фонтенуа французов и их пикеты у деревень Везон и Буржо. На следующий день генерал Кэмпбелл захватил Везон, куда были перемещён штаб Камберленда; голландцы на левом фланге овладели Буржо, после чего передовые части союзников теперь удерживали линию Перонна-Буржо-Везон. После повторной рекогносцировки командование войском Прагматической санкции решило отложить сражение до утра 11 мая.

## Силы и позиции сторон
Встретившиеся на поле боя две армии были почти равны по численности. Хотя среди историков нет полного согласия по отдельным вопросам, согласно общему мнению обе армии имели примерно по 50 000 солдат, при этом французы имели больше конницы, а союзники — пехоты. Часть историков указывает на численный перевес французов, часть — на превосходство Прагматической армии
Союзные силы состояли из 53 000 солдат из 52 батальонов и 85 эскадронов, из них: 22 000 были голландцами, 21 000 британцами, 8000 ганноверцами и 2000 австрийцами. Войско имело от 80 до 105 пушек.
Французская армия состояла из 48 000 солдат: 32 000 пехотинцев из 55 батальонов, 14 000 кавалеристов в 101 эскадроне и 90-110 артиллерийских орудий, из которых минимум 86 были малыми четырёхфунтовыми батальонными орудиями.
Мориц Саксонский отдавал должное храбрости французской пехоты, по его мнению уступавшей противнику в дисциплине, обученности и тактике. В свою очередь командовавший союзниками Камберленд, не имел большого опыта в командовании армией.
Позиция французской армии была выбрана маршалом для наиболее выгодной обороны: правый фланг его армии был в Антьене, центр — в Фонтенуа, левый укрылся в лесу Барри. Оборонительная линия находилась на краю возвышенности, в чём и заключались её мощь и преимущество: спуск во многих местах образовывал естественный гласис, по всей длине перед войском наклон усиливал урон от артиллерийского и мушкетного огня. Позиция была укреплена возведёнными редутами. Два из них находились на линии Фонтенуа-Барри, их защита была отведена двум полкам бригады из редута Э, каждое укрепление имело четыре пушки. Первый бруствер у Фонтенуа, известный как редут Э, сыграл главную роль во всём сражении. В тылу и северо-восточнее от этих укреплений, в деревне Рамкруа, располагалось левое крыло, куда входило шесть батальонов ирландской бригады общей численностью в 3 870 человек. На правом фланге, между Фонтенуа и Антуэном, было выстроено три редута, укомплектованные пехотными полками Крийон, Беттан, Дисбах, Берон, и тремя спешенными драгунскими полками. Сам Антуэн охранялся семью батальонами, включая четыре ветеранских батальона Пидмонта, и шестью пушками. Также шесть 12-фунтовых пушек было размещено на противоположном от города берегу Шельды, нацеленные на левый фланг атакующего в этом районе противника.
Центр французской армии находился в небольшой деревне Фонтенуа. Эту позицию удерживала бригада Дофина, состоящая из трёх батальонов полка Дофина, а также батальон полка Бовези, имевшие шесть пушек. Главную тревогу у Морица Саксонского вызывала линия Фонтенуа-Барри, где он разместил швейцарскую гвардию, четыре батальона французской гвардии и бригаду Обтера, состоявшую из трёх батальонов швейцарского режима Куртена и батальона полка Обтер. В тылу Фонтенуа было оставлено три батальона полка Ле Руа. За первой линией обороны находилась пехота, за которой были размещены кавалерийские подразделения, слева упиравшиеся в дорогу Лёз-Турнэ, а справа бывшие на некотором расстоянии от Фонтенуа. Всего Мориц Саксонский имел 60 батальонов и 110 эскадронов, из которых 6 000 были направлены к плацдармам у Калонне и Вольса для защиты возможных путей отступления и пресечения вылазок из Турнэ. Таким образом в грядущей битве могло участвовать 50 000 французских солдат. 100 орудий было размещено по всей оборонительной линии от Антьена до леса.

## Ход сражения

### Атака союзных флангов
11 мая в 14:00 союзные соединения заняли свои позиции. Британцы расположились на правом фланге вместе с ганноверцами (правее последних), голландцы при поддержке небольшого австрийского контингента (в основном состоявшего из всадников) расположились на левом. Крупная артиллерийская батарея союзников, от 40 до 50 орудий по данным французов, начала издалека обстреливать позиции противника. Однако нанесённый ущерб был минимальным, ибо большинство французских солдат были в лесу и на редутах, защищённые земляными насыпями, или в укреплениях в Фонтенуа. Представители обеих сторон сходятся на интенсивности огня, длившегося три часа.
Проведённая Камберлендом рекогносцировка по состоянию на вечер 10 мая так и не обнаружила расположенный рядом с лесом редут «Э», но эта информация была им получена ночью. После этого важно было оценить численность войск противника. Задача нейтрализации укрепления была дана Инголсби, получившему для этого командование над (12-м полком Дурера), (13-м полком Пултени), (43-м Хайлендским полком), и ганноверским полком Бошлангера. Пока эти силы атаковали на правом фланге, голландцы с австрийцами и ганноверцами по центру вместе с левым флангом атаковали Фонтенуа и Антуэн. Пока фланги находились под тяжёлым огнём, британская пехота могла штурмовать линию Фонтенуа-Барри и выбить оттуда основную часть французской армии.

### Начало битвы
Инголсби имел чёткий приказ герцога захватить редут «Э», заклепать находившиеся там пушки или развернуть их на противника. Около 6 часов утра Инголсби со своей бригадой направился к указанной цели, но затем остановился недалеко от леса. По словам адъютанта Камберленда Джорджа Кеппела, тот увидел в лесу войска неизвестной численности, и в ходе совещания с офицерами было решено прекратить движение. 'Лесными войсками' были грассины, смесь лёгкой пехоты и лёгкой кавалерии, упорно защищавшие эти позиции от союзников. Колебавшийся Инголсби запросил пушку, но, получив три 6-фунтовых орудия, атаку не начинал. Наконец Камберленд лично встретился с бригадиром, но к этому времени британская пехота уже выстраивалась на равнине перед Везоном для главного удара, в то время как на левом фланге голландцы готовились к взятию Фонтенуа и редутов между деревней и Антуэном. Было очевидно, что французская артиллерия нанесёт тяжёлый урон этим соединениям, тем самым момент для Инголсби был уже упущен. Поэтому князь приказал ему со своим отрядом присоединиться к основным британским силам под командованием Лигоньера. Камберленд решил игнорировать опасность на своём правом фланге, где после смертельного ранения командовавшего британской кавалерией генерала всадники встали в тылу у пехоты.
В итоге Лигоньер сообщил Камберленду о готовности действовать, как только голландцы начнут атаковать Фонтенуа. Ночью 10 мая левое крыло войска сторонников Прагматической санкции было сильнее продвинуто в сторону противника, чем правое. Тем самым принц Вальдек мог быстрее завершить диспозицию своих сил утром перед битвой, чем Лигоньер. Линия голландских войск слева направо состояла из 36 эскадронов кавалерии, затем шли восемь батальонов пехоты, четыре эскадрона и перед самим Фонтенуа - 12 батальонов, выстроенных в две линии. Но герцог из-за недостаточной разведки не знал о численности противника в деревне, к наступлению на которую голландцы подвезли три артиллерийских батареи. Защищённая укреплениями французская пехота подпустила голландцев ближе к своим позициям, после чего открыла огонь. Оставшиеся в живых наступавшие начали отступать В это время к Антуэну приближалась вторая колонна, прикрываемая с тыла конницей, они подверглись огню из трёх редутов и батареи на другом берегу Шельды. Из-за этого наступление было приостанволено, небольшая часть солдат бежала. Полковник Аппиус вёл бой всё время, пока возвращался в Ат.
К 22-30 британская и ганноверская пехота были готовы начать наступление, но фланговые атаки Инголсби и Вальдека провалились. Сохранившийся контроль французов над Фонтенуа и редутом Э ставил Камберленда и Кёнигсегга перед выбором: продолжить наступление или отступить, дожидаясь более благоприятных обстоятельств. Британский полководец склонялся к атаке, он решил лично участвовать в грядущей битве.

### Союзная колонна
Британские и ганноверские соединения были размещены в две линии. Первая британская линия состояла из трёх бригад, справа налево:
- Гвардейской бригады: (1-й, 3-й и 2-й пехотные гвардейские полки)
- Бригады Понсонби: (1-й пехотный полк), шотландские фузилеры (21-й пехотный полк), Хэндсайдский (31-й пехотный полк));
- Бригады Онслоу[71] (8-й пехотный полк), Рота/Семпилла (25-й пехотный полк), Джонсона (33-й пехотный полк) и Говарда (19-й пехотный полк)).

Вторая британская линия также состояла из трёх бригад:
- Бригады Говарда ( бригада Говарда с бригадой Баффа (3-й пехотный полк) на правом фланге, уэльский фузильерский (23-й) пехотный полк и Скелтона (32-й пехотный полк);[72]);
- Бригады Блэнда ( бригада Бланда и Соула (11-й пехотный полк) и Брэгга (28-й пехотный полк));
- Бригады Скелтона (Чолмондели (34-й пехотный полк) и Блайя (20-й пехотный полк). Ганноверские полки находились слева).

Получив подкрепления в виде австрийской кавалерии и двух британских батальонов, включая хайлендский, голландцы начали повторную атаку, которая была отбита общими усилиями французов. Обескураженные голландцы после этого уже не участвовали в сражении и основной атаке на французские позиции. Хотя угроза для правого фланга была ликвидирована, Мориц Саксонский ожидал более трудного столкновения с британцами, ради чего в 10-15 покинул свою карету и сел на известного белого коня.

### Отступление союзников
Исходный беспорядок в союзной колонне был вскоре исправлен, когда батальоны начали сплачиваться вокруг своих знамён; после восстановления боевых формаций британцы и ганноверцы дисциплинированно отступили. Подвергавшиеся атакам с трёх сторон союзники осуществили боевой отход — арьергард колонны через промежутки времени открывал огонь по преследователям. Лигоньер сделал указания для прикрытия отступления: бригады Скелтона (32nd) и Cholmondeley’s (34th) сформировали арьергард, Buffs удерживал кладбище, пока изгородь и овраг контролировался Чёрным дозором. Британская кавалерия на флангах организовала заслон для пехоты, особенно отличились Royal Horse Guards. Армия перестроилась за Везоном, после чего отступила в Ат. Там Камберленд расплакался из-за нанесённого поражения, обошедшегося в огромное количество жизней.
Мориц Саксонский обвинялся «паркетными генералами» за преследования врага лишь в пределах в 100 ярдов, что позволило отступавшим частям сторонников Прагматической санкции избежать разгрома. Но даже тогда союзные войска не имели проблем с дисциплиной и моралью, это касалось и конницы. Позже французский полководец объяснил произошедшее «мыслями о восстановлении порядка в участвовавших в сражении войсках», а также уничтожением имевшейся у него кавалерии в условиях относительной сохранности вражеской. Когда Людовик XV поехал поздравить своего полководца с отмщением за Пуатье, персональная охрана помогла Морицу взобраться на лошадь и принять своего повелителя.

## Результаты
Цифры потерь, хотя и не точные, оказались высокими для обеих сторон: французы не досчитались минимум 7 000 ранеными и убитыми; потери союзников оценивались от 10 000 до 12 000 человек. В последний раз подобные жертвы были явлены в ходе битвы при Мальплаке 1709 года во время войны за испанское наследство, свидетелем которой был 13-летний Мориц. После осмотра поля Людовик XV сказал своему сыну дофину Людовику Фердинанду: «Посмотрите, сколько крови стоит триумф. Кровь наших врагов по-прежнему остается кровью людей. Истинная слава — это их спасение». После битвы Мориц Саксонский преклонил колено и сказал королю: «Сир, теперь вы видите, что на самом деле означает война».
Мориц Саксонский за свои победы получил подарки от короля, включая замок Шамбор. Выигранное сражение сделало его героем в глазах прусского короля Фридриха II, которого он посетил в Сансуси в 1746 году.
Среди союзников именно голландцы получили наибольшую часть упреков от английских авторов, проигнорировавших провал ганноверских частей при Фонтенуа.. Храбрость Камберленда не уберегла от критики его командирские решения, вроде отказа от зачистки леса Барри в начале битвы или создания адекватной системы разведки, в отсутствие которой Мориц имел время для укрепления позиций. Он не смог чётко изложить свои распоряжения, из-за противоречивого характера которых во много были связаны колебания Инголсби на правом фланге. Последний был подвергнут военному суду по обвинению в 'невыполнении полученных от герцога приказов штурмовать редут или батарею в последнем сражении при Фонтенуа'. Обвинение в невыполнении приказов было доказано, объяснение Инголсби об их непоследовательности было также принято. В итоге он был признан невиновным по обвинению в малодушии, отстранён от службы и получил разрешение на продажу должности.
Поглощённый использованием имевшейся пехоты, Камберленд оставил кавалерию бездействовать в тылу до наступления подходящего момента. Полагание на силу, а не манёвр, в итоге пошло на руку сделавшему особую ставку на оборону Морицу Саксонскому. Также британский полководец, действовавший скорее как командир батальона, чем генерал-капитан, никак не мог помешать французам сосредоточиться на подшефной ему колонне. Фонтенуа развеяло миф о превосходстве британской армии в Европе, заложенный ещё герцогом Мальборо., хотя сама по себе британская пехота оставалась сильнее своих французских противников.

## Последствия
Победа при Фонтенуа привела к большим успехам французской армии. Потеряв надежду на выручку, Турне капитулировал 21 мая, а его цитадель продержалась до 20 июня и также сдалась. После ещё одного поражения союзников в сражении при Мелле 9 июля французы в середине июля захватили Гент с большими запасами оружия и продовольствия, 2200 голландских и 700 британских солдат попали в плен. Полевая армия союзников, насчитывавшая 35 тысяч человек и уступавшая французской в численности более чем в два раза, отступила к Дигему около Брюсселя. Брюгге и Ауденарде также сдались, и французы стояли на пороге Зеландии.
Триумф Морица Саксонского вдохновил Карла Стюарта на второе якобитское восстание. Молодой претендент с небольшим отрядом солдат вернулся в Шотландию для организации вторжения в Англию, имея некоторые основания на успех. Однако из Европы были возвращены 8 000 британских солдат, участвовавшие в битве при Фонтенуа. Высадка Стюарта в Шотландии и ошеломительная победа при Престопансе вынудили Камберленда вернуться в Англию со всей своей армией. Британское правительство, несмотря на своё беспокойство, ничего не могло противопоставить Франции в Европе.: охранявшиеся батальоном гвардейской пехоты и 4000 гарнизоном Дендермонде и ключевой порт Остенде пали в августе, в сентябре был утерян Ньивпорт. Только в Северной Америке к концу июня Уильяму Пеппереллу удалось захватить игравшую важную роль крепость Луисбург.
За три месяца Мориц Саксонский смог выполнить собственный план, обосновавшись на берегу Английского канала и реки Шельда. Британия была на грани утраты последних владений в Европе, что затрудняло дальнейшую координацию с союзниками на континенте. Капитуляция в начале октября города Ат констатировала власть Франции над большей частью австрийских Нидерландов. Сам Мориц, получивший статус героя в своей новой родине, вскоре начал угрожать Брюсселю и Антверпену.
Историк Рид Браунинг следующим образом отозвался об итогах битвы: «Поле победы было узким; плоды его были, тем не менее, богатыми.» Наполеон Бонапарт позже объявит, что победа при Фонтенуа на 30 лет продлила жизнь монархии Старого порядка.

## Битва в культуре и искусстве

### В литературе
- В «Поэме о битве при Фонтенуа» Вольтера (по горячим следам событий).
- В романе Дени Дидро «Жак-фаталист и его хозяин» камердинер Жак получил ранение в битве при Фонтенуа.
- В романе «Остров сокровищ» доктор Ливси упоминает о своём участии в битве при Фонтенуа:

Не впервые я сталкивался со смертью — я служил в войсках герцога Кемберлендского и сам получил рану под Фонтенуа…

- В романе Клода Тилье «Мой дядя Бенжамен» эпизод об отставном сержанте Дюранто и его пуделе — участниках битвы при Фонтенуа.
- В романе Александра Дюма «Анж Питу» лишившийся ноги в сражении Папаша Клуи по милости Людовика Орлеанского поселился в принадлежащем ему лесу и получил право убивать по зайцу в день.
- В романе Александра Дюма «Джузеппе Бальзамо» барон Бальзамо, он же граф Калиостро, разговаривая с бароном Таверне в его замке, пугает  хозяина:

– Вы служили в королевском полку легкой кавалерии, который был потом разбит под Фонтенуа? 

– А вы и при Фонтенуа были? – насмешливо спросил барон Таверне. 

– Нет, – спокойно отвечал Бальзамо, – к тому времени я уже был мертв. 

Барон широко раскрыл глаза, Андре вздрогнула, а Николь торопливо перекрестилась.  

- В рассказе Редьярда Киплинга «Бегство белых гусар» (1888 г.), о якобы полученой в результате сражения привилегии.
- В историческом романе Эрнеста Капандю «Рыцарь курятника».

### Кино
- В начале фильма Жана Кокто «Кровь Поэта» голос автора произносит: «Пока вдали гремели пушки битвы при Фонтенуа, в скромной комнате молодой человек…».

## Комментарии
1. ↑  Д’Эстре захватил 3000 беглецов 12-го числа и ещё 1200 попали в плен ранеными[7].